# Masdevallia chontalensis
Masdevallia chontalensis är en orkidéart som beskrevs av Heinrich Gustav Reichenbach. Masdevallia chontalensis ingår i släktet Masdevallia och familjen orkidéer. Inga underarter finns listade i Catalogue of Life.